# Байрай, Джевдет
Джевдет Байрай (алб. Xhevdet Bajraj; 6 марта 1960, Панорца — 22 июня 2022, Мехико) — косовский и мексиканский поэт, писавший на албанском и испанском языках.
Вырос и получил образование в Ораховаце. До начала Косовской войны выпустил три книги стихов, одна из которых, «Эмблема смерти» (алб. Emblema e Vdekjes), получила в 1993 году премию Союза писателей Косова.
В апреле 1999 года из-за военных действий вынужден был бежать из страны вместе с женой и двумя детьми. После непродолжительного пребывания в Париже был направлен Международным парламентом писателей в Мексику и с июля 1999 года до конца жизни жил с семьёй в Мехико, первоначально как беженец. Затем начал преподавать литературное мастерство в основанном в 2001 году Автономном университете Мехико. В 2000 году книга стихов «Албанская мольба» (исп. Ruego albanés) вышла в двуязычном виде с испанским переводом Рамона Санчеса Лисарральде, следующий сборник «Масштаб скорби» (исп. El tamaño del dolor; 2005) перевёл с албанского на испанский сам автор вместе со своей женой, а третья изданная в Мексике книга Байрая «Сезон печальных цветов» (исп. Temporada de las flores tristes; 2010) уже была написана им самим по-испански. В то же время Байрай продолжал писать и по-албански; две его книги подряд, «Когда плачут лозы» (алб. Kur qajnë hardhitë) и «Человек, игравший с ангелами» (алб. Burri që lozte me engjëjt), были удостоены в Косове премии имени Али Подримьи как лучше стихотворные сборники 2019 и 2020 годов. Кроме того, Байрай пробовал себя в драматургии, и его монопьеса «Убийство комара» (алб. Vrasja e mushkonjës; английский перевод 2017) получила в 2013 году первую премию на фестивале монодрам во Влёре. В 2002 г. снялся в художественно-документальном фильме Агусти Вильяронги с соавторами «Аро Толбухин. В голове убийцы» (исп. Aro Tolbukhin, en la mente del asesino), в 2006 г. записал аудиоальбом «Пока всё идёт хорошо» (исп. Hasta ahora todo va bien) вместе с мексиканской рок-группой Silencios Incómodos.
Поэзия Байрая — «разговорная, то есть плотская, прямая, повседневная, без нарочитых языковых украшений». Стихи Байрая, отражающие опыт мирной жизни, которую разрушила война, по мнению мексиканской критики «настаивают на том, что язык погружает нас в более долговечную реальность, что слово само по себе способно спасать людей, раскрывая природу вещей».
Умер от опухоли мозга.